# Triptis
Triptis est une ville allemande située en Thuringe dans l'arrondissement de Saale-Orla. Elle est située à 22 kilomètres au sud-ouest de Gera.